# Sveabanken
Sveabanken var en svensk affärsbank i Stockholm som erhöll banktillstånd 1983. Banken grundades av affärsmannen Bertel Nathhorst. Sveabanken köptes upp av Sparbankernas bank 1991 och verksamheten upphörde året därpå.